# Café bombón

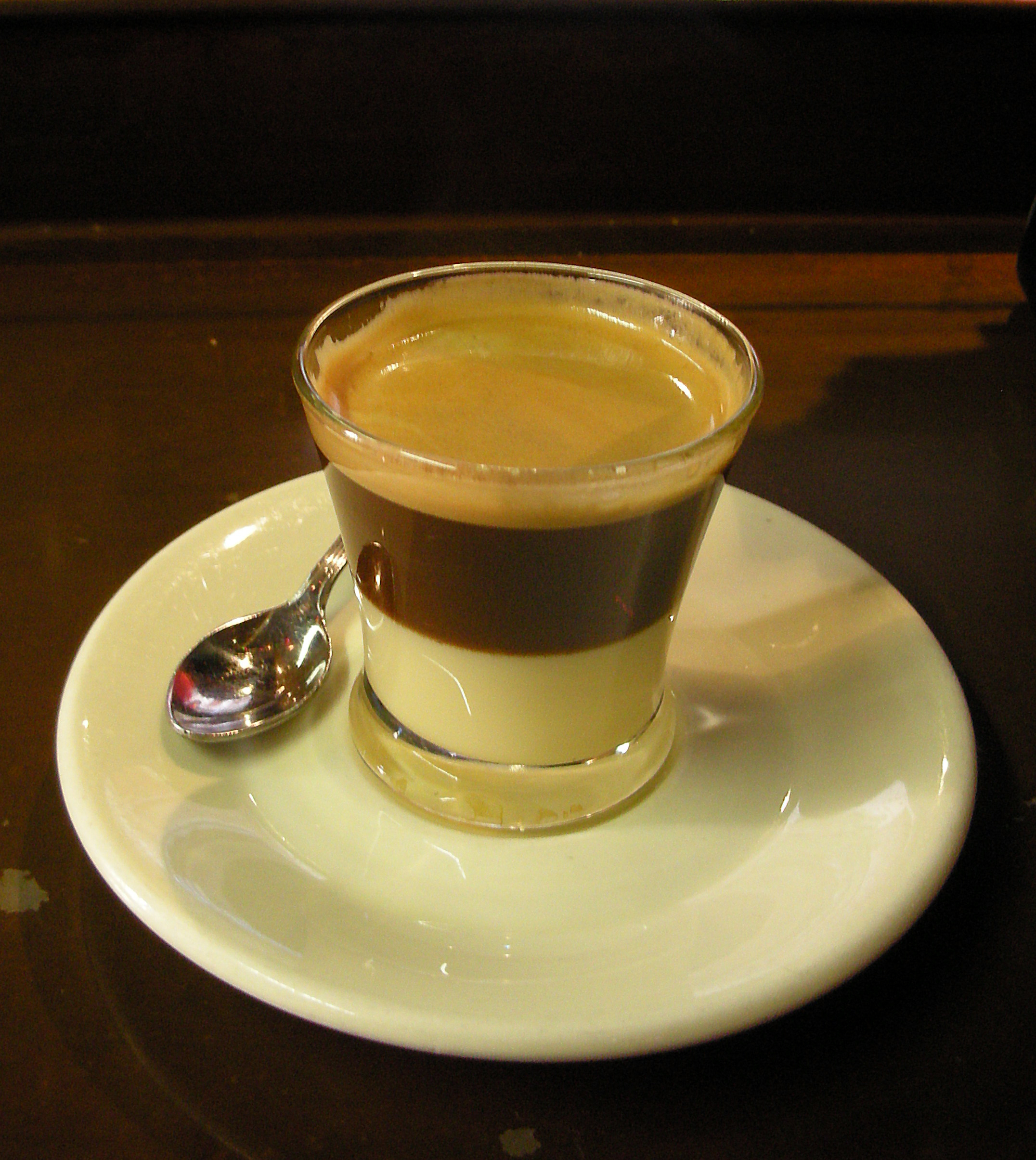
Café bombón.

Le café bombón est un mélange de café (généralement un expresso) sucré avec du lait concentré et de l'eau. Il est généralement servi dans un verre transparent afin de montrer les couches de café et de lait. La différence de densité des liquides fait que le café se trouve en haut, tandis que le lait concentré touche le fond du verre.